# Parafia Wniebowzięcia Najświętszej Maryi Panny w Szczytnie
Parafia Wniebowzięcia Najświętszej Maryi Panny w Szczytnie – rzymskokatolicka parafia w Szczytnie, należąca do archidiecezji warmińskiej i dekanatu Szczytno. Została utworzona 16 stycznia 1893. Kościół parafialny został wybudowany w stylu neogotyckim w latach 1897–1899. Mieści się przy ulicy Konopnickiej.